# Parodia horstii
Parodia horstii är en kaktusväxtart som först beskrevs av Friedrich Ritter, och fick sitt nu gällande namn av Nigel Paul Taylor. Parodia horstii ingår i släktet Parodia och familjen kaktusväxter. Inga underarter finns listade i Catalogue of Life.

## Bildgalleri

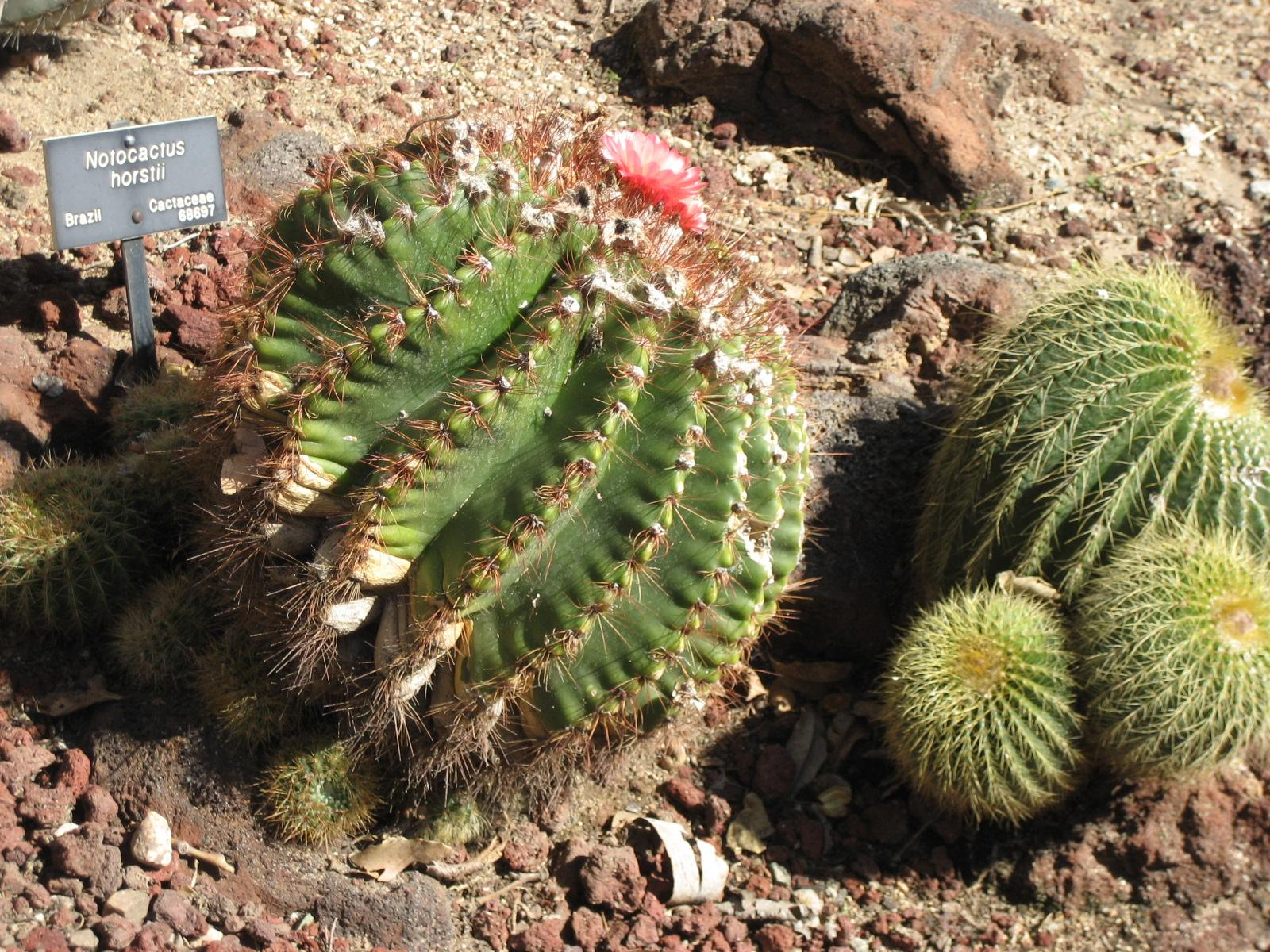
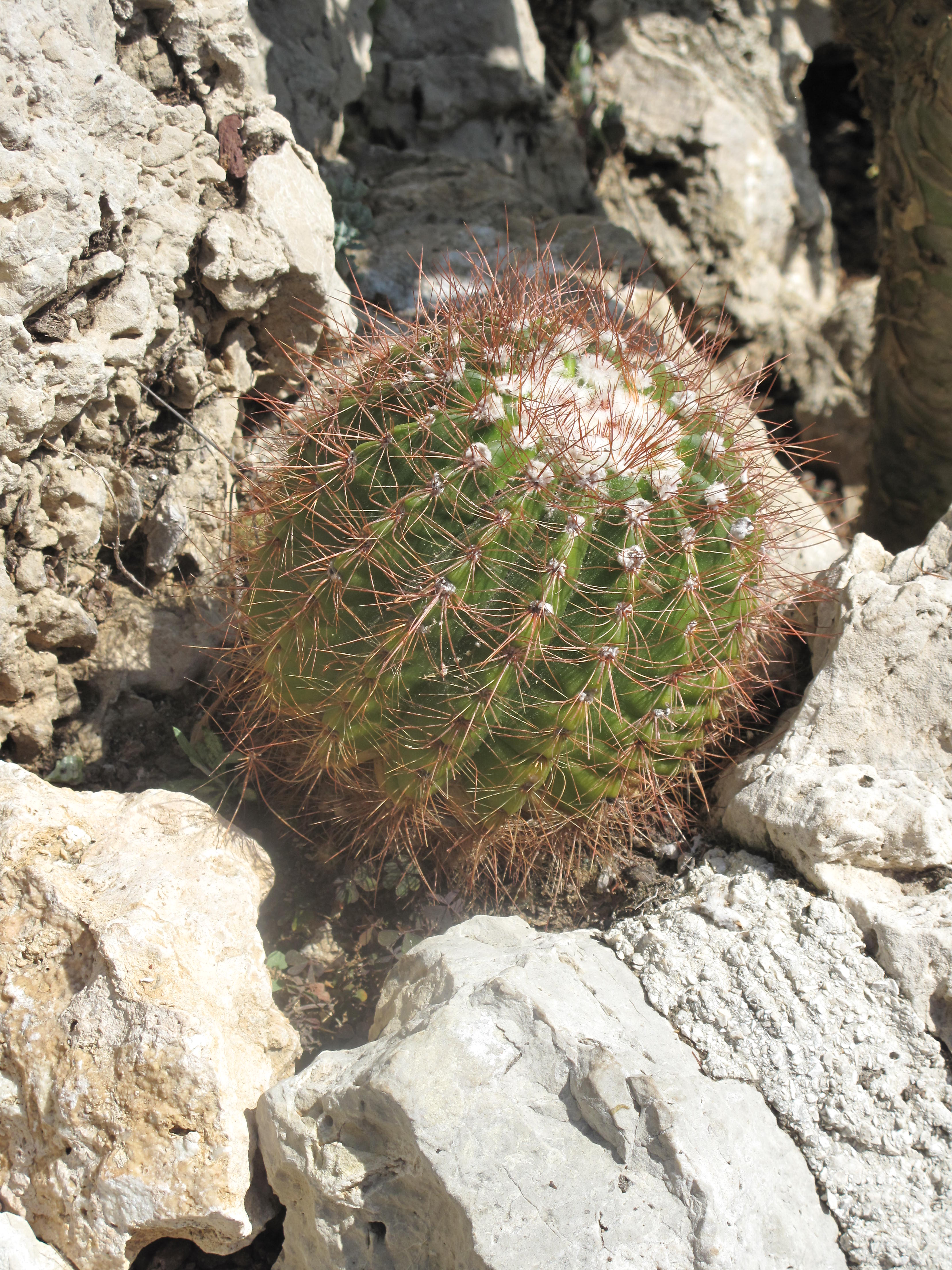
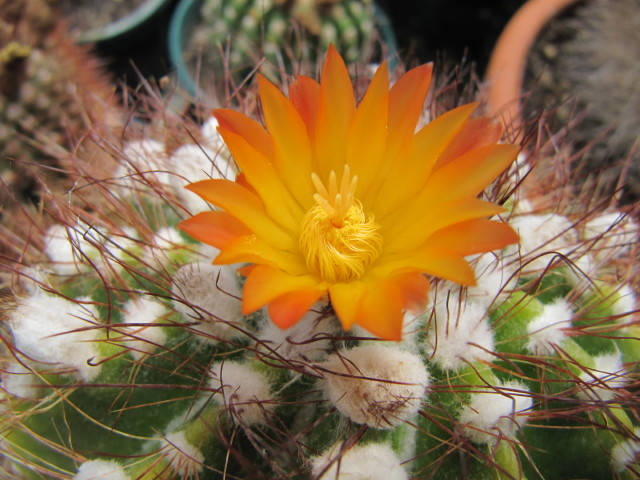
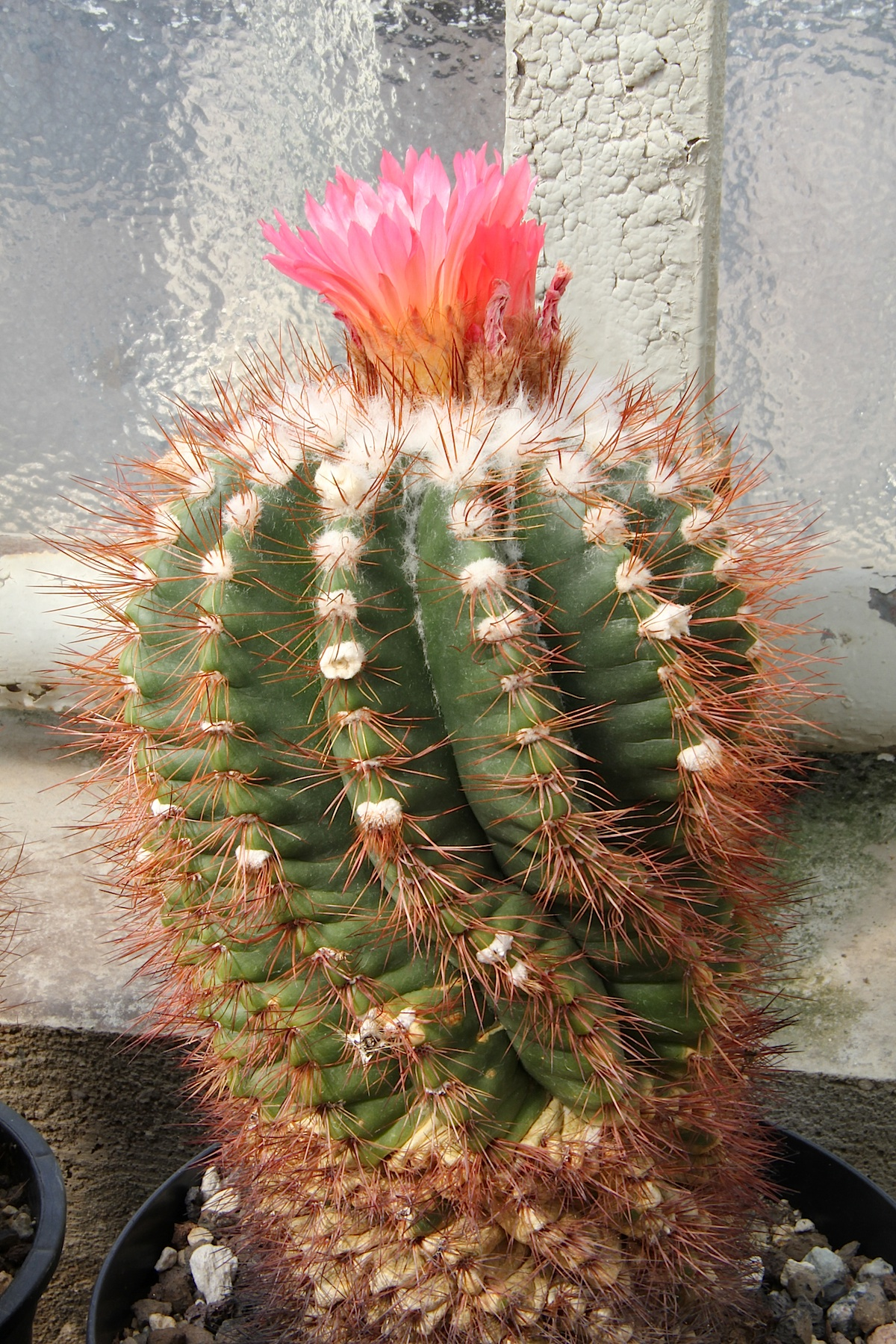